# H. Cuellar Estates
H. Cuellar Estates es un lugar designado por el censo ubicado en el condado de Starr, Texas, Estados Unidos. Según el censo de 2020, tiene una población de 11 habitantes.
En los Estados Unidos, un lugar designado por el censo (traducción literal de la frase en inglés census-designated place, CDP) es una concentración de población identificada por la Oficina del Censo exclusivamente para fines estadísticos.

## Geografía
Está ubicado en las coordenadas 26°33′40″N 99°7′33″O / 26.56111, -99.12583. Según la Oficina del Censo de los Estados Unidos, tiene una superficie total de 0.04 km², correspondientes en su totalidad a tierra firme.

## Demografía
Según el censo de 2020, hay 11 personas residiendo en la zona. La densidad de población es de 275.00 hab./km². El 27.27% de los habitantes son blancos y el 72.73% son de una mezcla de razas. Del total de la población, el 90.91% son hispanos o latinos de cualquier raza.